# جیسون چکا
جیسون چکا (انگلیسی: Jason Ceka؛ زادهٔ ۱۰ نوامبر ۱۹۹۹) بازیکن فوتبال است.
وی همچنین در تیم ملی فوتبال جوانان آلمان بازی کرده‌است.